# Freie-Partie-Weltmeisterschaft 1932

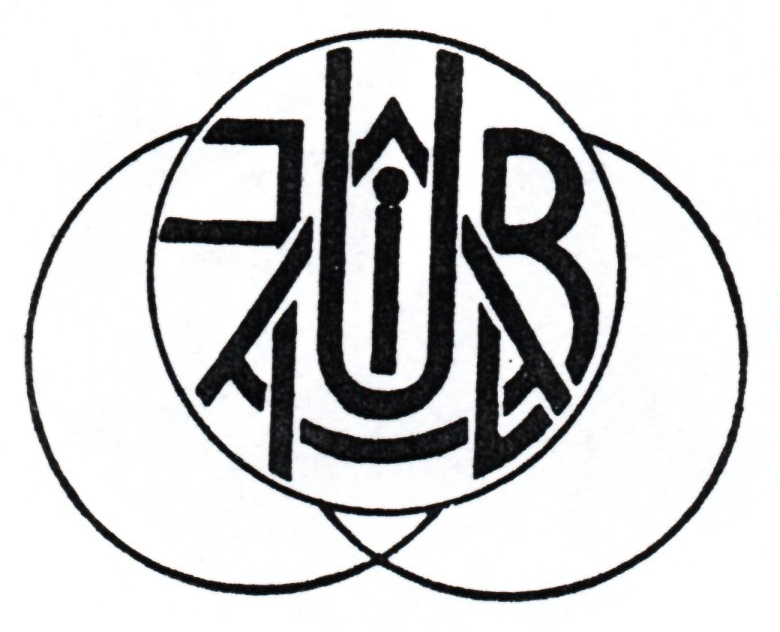
Logo UIFAB (ausrichtender Verband)

Die Freie-Partie-Weltmeisterschaft 1932 war die fünfte UIFAB-Weltmeisterschaft in der Freien Partie. Das Turnier fand vom 3. bis zum 9. August in Espinho in Portugal statt.

## Geschichte
Erstmals wurde eine Freie Partie Weltmeisterschaft mit 13 Teilnehmern durchgeführt. In der Endrunde wurden aber wieder nur acht Spieler gewertet. Nach Platz vier und sechs bei den vorangegangenen Weltmeisterschaften konnte sich der Spanier Juan Butrón erstmals den Titel sichern. Dabei egalisierte er zwei Weltrekorde. Bei seiner letzten Weltmeisterschaft in der Freien Partie konnte Edmond Soussa noch einmal den zweiten Platz vor dem Franzosen Jacques Davin erreichen. Für Deutschland startete erstmals der erst 19-jährige Walter Joachim. Er beendete das Turnier als Siebter. Sein Debüt bei Internationalen Turnieren gab der Österreicher Ernst Reicher, späterer Welt- und Europameister im Einband.

## Turniermodus
Es wurde in zwei Gruppen à sechs bzw. sieben Spieler in einer Vorrunde im Round Robin Modus gespielt. Die zwei bzw. drei Letzten jeder Gruppe schieden aus. Die restlichen acht Spieler spielten im Round Robin Modus gegeneinander der Weltmeistertitel aus. Die Partien gegen die ausgeschiedenen Spieler wurden in der Endrunde nicht gewertet. Bei Punktegleichstand wird in folgender Reihenfolge gewertet:
1. MP = Matchpunkte
2. GD = Generaldurchschnitt
3. HS = Höchstserie

## Vorrunde
| MP    | Match Points (Sieger = 2; Unentschieden = 1; Verlierer = 0) |
| Pkte. | Erzielte Karambolagen                                       |
| Aufn. | Benötigte Versuche                                          |
| GD    | Generaldurchschnitt                                         |
| BED   | Bester Einzeldurchschnitt eines Spielers                    |
| HS    | Höchstserie                                                 |
|       | Bester GD des Turniers                                      |
|       | Bester ED des Turniers                                      |
|       | Beste HS des Turniers                                       |
|       | 1. Platz (Gold)                                             |
|       | 2. Platz (Silber)                                           |
|       | 3. Platz (Bronze)                                           |

| Platz                      | Name           | MP   | Pkte. | Aufn. | GD    | BED   | HS  |
| -------------------------- | -------------- | ---- | ----- | ----- | ----- | ----- | --- |
| 1                          | René Gabriëls  | 10:0 | 2500  | 68    | 36,76 | 71,42 | 292 |
| 2                          | Juan Butrón    | 8:2  | 2438  | 80    | 30,77 | 38,46 | 378 |
| 3                          | Jan Sweering   | 4:6  | 2096  | 100   | 20,96 | 22,72 | 171 |
| 4                          | Walter Joachim | 4:6  | 1759  | 98    | 17,94 | 35,71 | 168 |
| 5                          | Arnold Roth    | 2:8  | 1614  | 74    | 21,81 | 29,41 | 293 |
| 6                          | Théo Moons     | 2:8  | 1356  | 95    | 14,27 | 21,73 | 125 |
| Gruppendurchschnitt: 22,34 |                |      |       |       |       |       |     |

| Platz                      | Name           | MP   | Pkte. | Aufn. | GD    | BED    | HS  |
| -------------------------- | -------------- | ---- | ----- | ----- | ----- | ------ | --- |
| 1                          | Edmond Soussa  | 10:4 | 2770  | 89    | 31,12 | 55,55  | 354 |
| 2                          | Alfredo Ferraz | 8:6  | 2558  | 55    | 46,50 | 250,00 | 500 |
| 3                          | Ernst Reicher  | 8:6  | 2714  | 133   | 20,40 | 55,55  | 408 |
| 4                          | Jacques Davin  | 8:6  | 2133  | 113   | 18,37 | 45,45  | 313 |
| 5                          | Jean Albert    | 6:8  | 2596  | 104   | 24,96 | 100,00 | 298 |
| 6                          | Jean da Mata   | 2:12 | 1772  | 167   | 10,61 | 11,36  | 119 |
| 7                          | Jákab Pap      | 0:14 | 1517  | 160   | 9,48  | –      | 97  |
| Gruppendurchschnitt: 19,56 |                |      |       |       |       |        |     |

## Abschlusstabelle
| Platz                                  | Name           | MP   | Pkte. | Aufn. | GD    | BED    | HS  |
| -------------------------------------- | -------------- | ---- | ----- | ----- | ----- | ------ | --- |
| 1                                      | Juan Butrón    | 12:2 | 3438  | 85    | 40,44 | 500,00 | 500 |
| 2                                      | Edmond Soussa  | 10:4 | 2770  | 67    | 41,34 | 71,42  | 356 |
| 3                                      | Jacques Davin  | 10:4 | 3037  | 111   | 27,36 | 55,55  | 313 |
| 4                                      | Alfredo Ferraz | 8:6  | 2561  | 61    | 41,98 | 83,33  | 449 |
| 5                                      | René Gabriëls  | 8:6  | 2765  | 78    | 35,44 | 125,00 | 281 |
| 6                                      | Ernst Reicher  | 4:10 | 2732  | 93    | 29,37 | 55,55  | 364 |
| 7                                      | Walter Joachim | 4:10 | 2195  | 118   | 18,60 | 26,31  | 175 |
| 8                                      | Jan Sweering   | 0:14 | 2005  | 95    | 21,10 | –      | 204 |
| Turnierdurchschnitt: 30,37 (Endrunde)  |                |      |       |       |       |        |     |
| 9                                      | Jean Albert    | 6:6  | 2596  | 104   | 24,96 | 100,00 | 298 |
| 10                                     | Arnold Roth    | 2:8  | 1614  | 74    | 21,81 | 29,41  | 293 |
| 11                                     | Théo Moons     | 2:8  | 1356  | 95    | 14,27 | 21,73  | 125 |
| 12                                     | Jean da Mata   | 2:10 | 1772  | 167   | 10,61 | 11,36  | 119 |
| 13                                     | Jákab Pap      | 0:12 | 1517  | 160   | 9,48  | –      | 97  |
| Turnierdurchschnitt: 23,69 (Insgesamt) |                |      |       |       |       |        |     |